# Heinrich Marschner

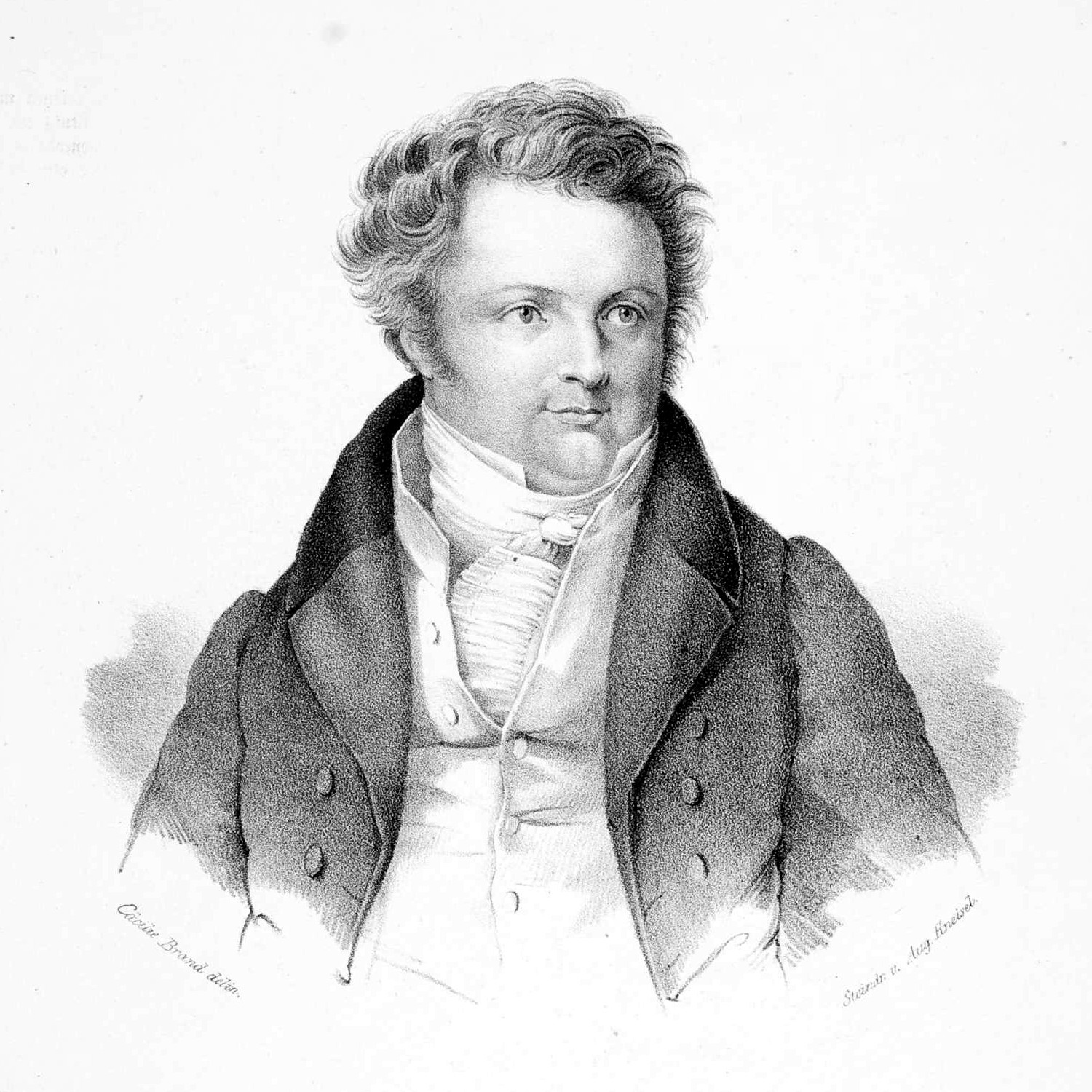
Heinrich Marschner, 1831

Heinrich August Marschner (* 16. August 1795 in Zittau; † 14. Dezember 1861 in Hannover) war ein deutscher Komponist der Romantik, Musikdirektor in Dresden und Kapellmeister in Leipzig, ab 1831 königlicher Hofkapellmeister in Hannover. Seine Opern machten ihn zwischen 1830 und 1850 zu einem der führenden deutschen Opernkomponisten romantischer Richtung jener Zeit und gelten als wichtiges Bindeglied zwischen den Werken Carl Maria von Webers und Richard Wagners. Mit der Einbeziehung des romantischen Erlösungs-Motivs (Hans Heiling) wirkte er anregend auf Richard Wagners Leitmotivik.

## Leben

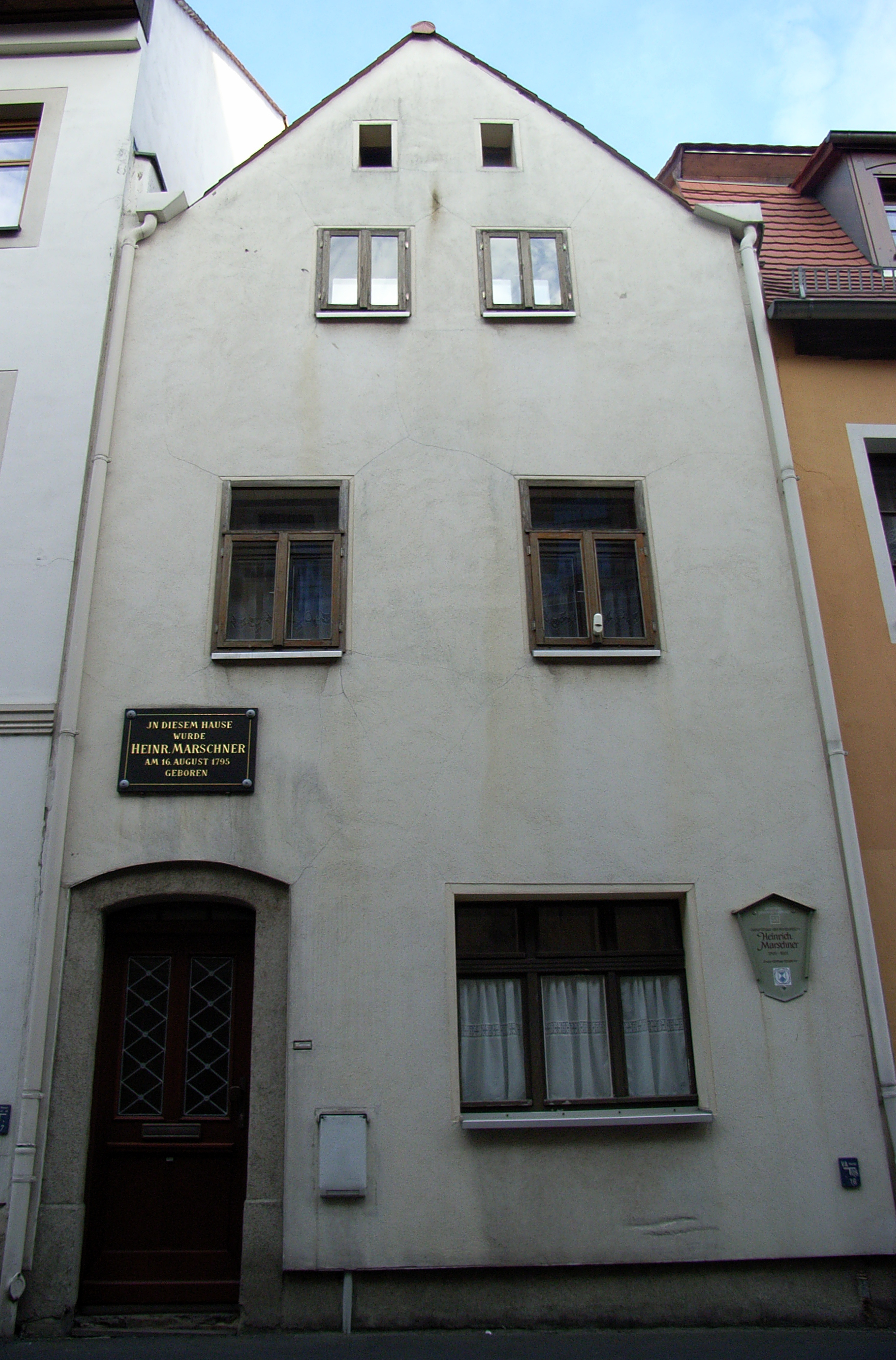
Marschners Geburtshaus in Zittau

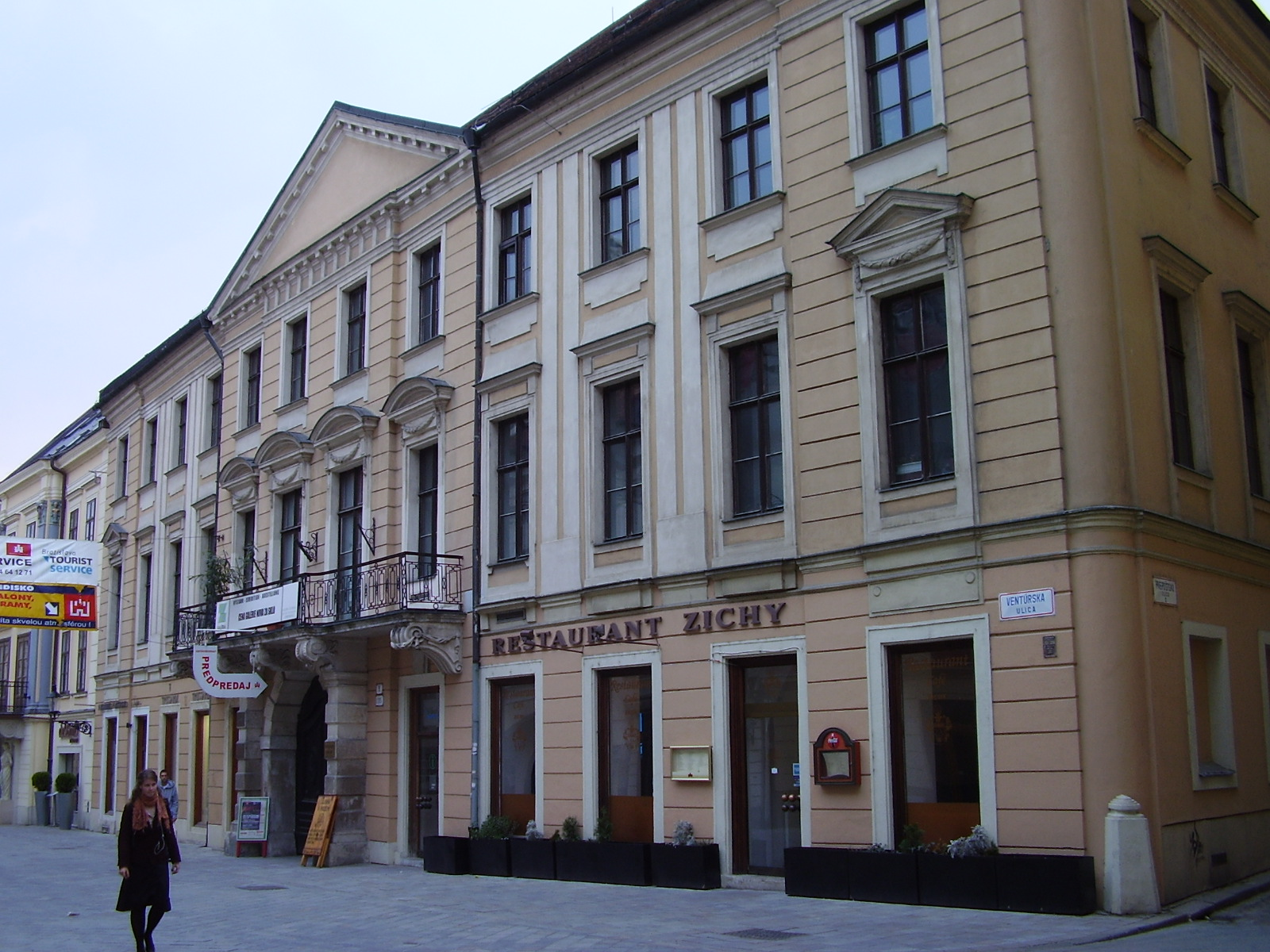
Marschners Wohnhaus in Pressburg um 1818/19

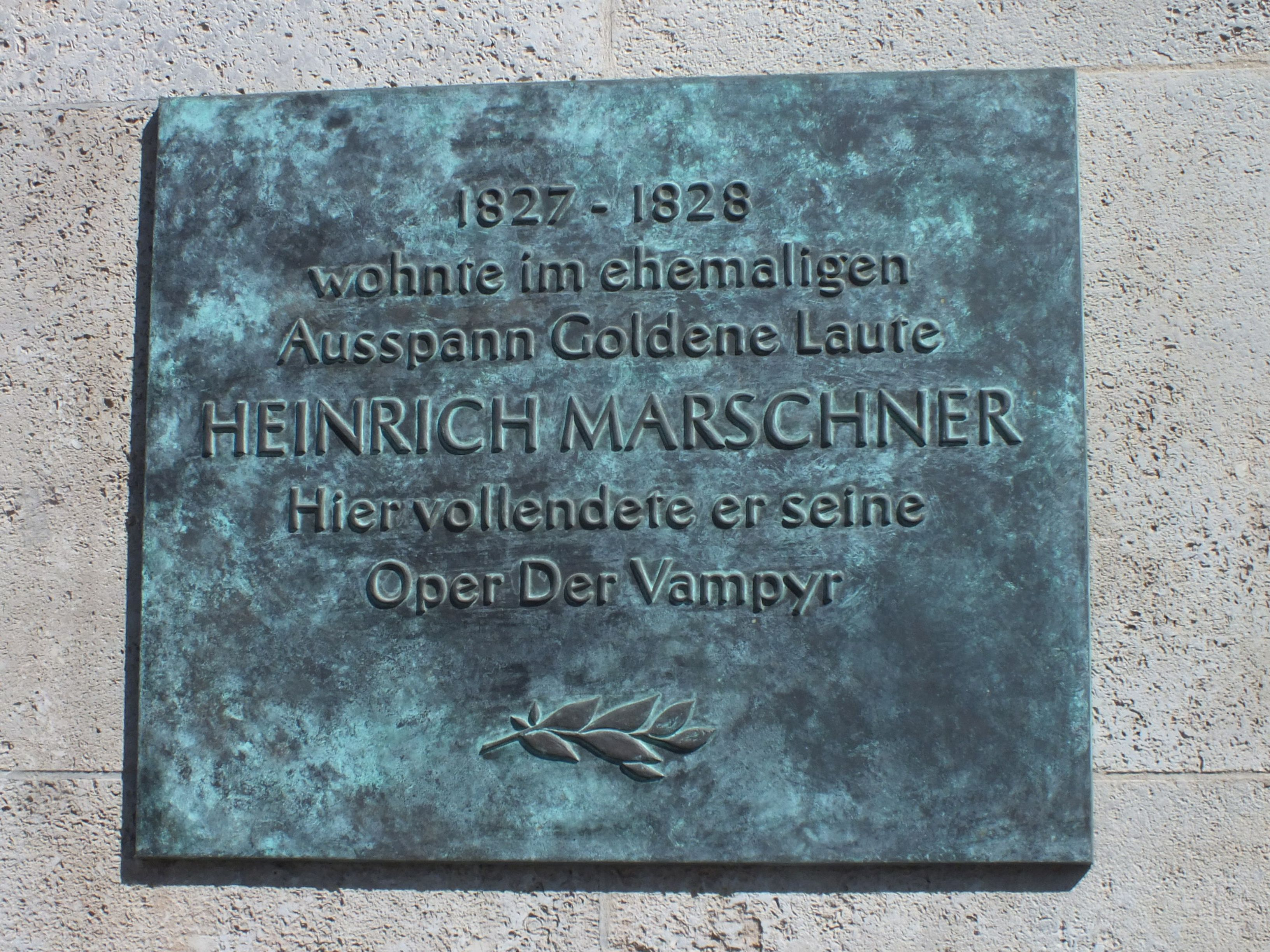
Gedenktafel an Marschners Wohnhaus in Leipzig 1828

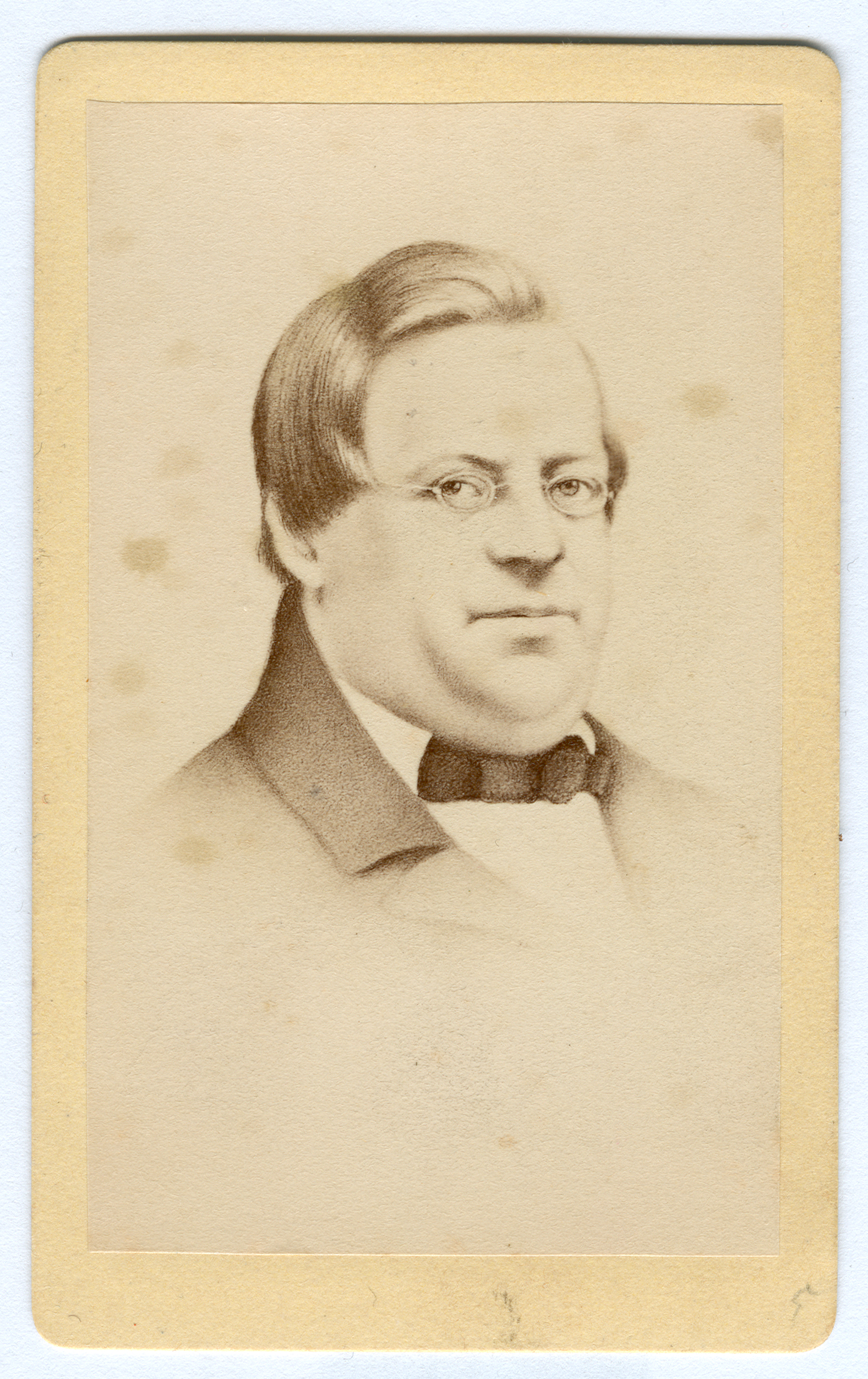
Carte de Visite von Marschner aus den 1850/1860er Jahren

Todesanzeige für Marschner 1861

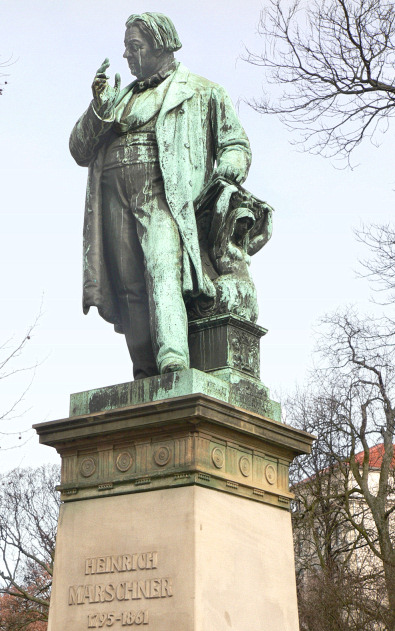
Bronzestatue in der Georgstraße in Hannover

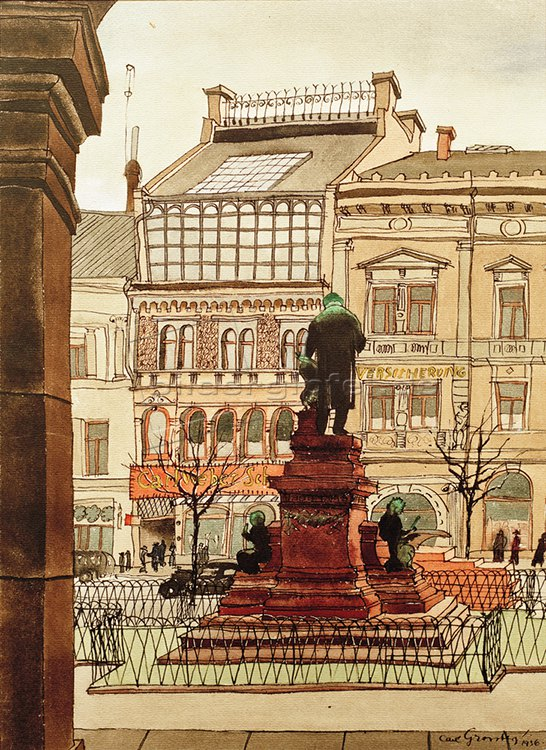
Carl Grossberg: Marschnerdenkmal Hannover, Aquarell 1936

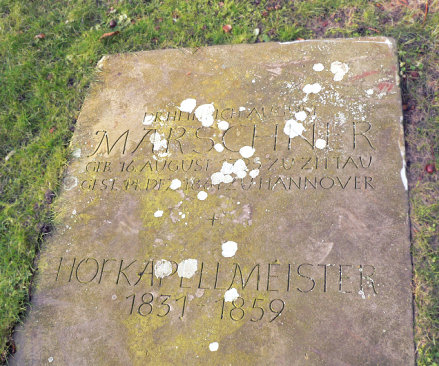
Grabstein auf dem Neustädter Friedhof in Hannover

Heinrich Marschner, Sohn eines böhmischen Handwerkers, studierte 1813 an der Universität Leipzig zunächst Jura. Unter dem Einfluss seines Lehrers Johann Gottfried Schicht wandte er sich aber der Musik zu und begann zu komponieren. Im Jahr 1817 wurde er Musiklehrer des Grafen Johann Nepomuk Zichy (1777–1830) in Preßburg. Während dieser Jahre begann er seine ersten Opern zu schreiben. So entstand unter anderem Heinrich IV. und D’Aubigné, welche unter Carl Maria von Weber 1820 in Dresden uraufgeführt wurde. 1821 zog er nach Dresden, wo er 1824 bis 1826 Musikdirektor an der dortigen Oper war. 1825 wurde in Dresden das komische Singspiel Der Holzdieb uraufgeführt, seine bereits 1822 vollendete große Oper Lucretia, deren Vorbild Gaspare Spontinis Vestalin war, kam dann mit seiner Frau Marianne, geborene Wohlbrück (1805–1854) in der Titelrolle in Danzig heraus. Seinen Durchbruch als weithin anerkannter Komponist erzielte Marschner 1828 mit Der Vampyr und 1829 mit Der Templer und die Jüdin (beide Libretti: Wilhelm August Wohlbrück) am Leipziger Stadttheater, wo er 1827–1831 als Leiter des Orchesters tätig war.
Marschner komponierte zudem einige Stücke für die Gitarre, so 12 Bagatellen (op. 4) und 12 Gesänge mit Gitarrebegleitung (op. 5).
Zum 1. Januar 1831 wurde Marschner in Hannover in der Nachfolge von Heinrich Aloys Praeger zum Königlich Hannoverschen Kapellmeister berufen, die ersten 21 Jahre im Schlossopernhaus am Leineschloss, ab 1852 im Königlichen Hoftheater von Laves tätig. Als solcher – später mit dem Titel des Generalmusikdirektor – erweiterte er allmählich die Zahl der zu öffentlichen Opern- und Konzertauftritten verpflichteten, anfangs noch insbesondere im Schlossopernhaus auftretenden Mitglieder der Hannoverschen Hofkapelle.
Während seiner Zeit in Hannover schuf Marschner mit Hans Heiling auch sein bedeutendstes Werk, das ein Schlüsselwerk der deutschen romantischen Oper wurde. Das Libretto dazu lieferte der Sänger und Schauspieler Philipp Eduard Devrient. Mit der Komposition dieser Oper war Marschner auf dem Höhepunkt seiner Karriere. Er war auch mit den Nachfolgewerken noch einige Zeit erfolgreich, jedoch überstrahlten ihn der Ruhm eines Giacomo Meyerbeer oder später jener Richard Wagners. Die Hoffnung, in Berlin Nachfolger Spontinis an der Hofoper zu werden, erfüllte sich nicht. So blieb Marschner bis 1859 an der Oper in Hannover. Ab 1838 ließ er zwei seiner neuen Opern in Hannover uraufführen (Der Bäbu und Austin).
In seinen letzten Lebensjahren 1860/61, in denen er auch danach strebte, in Paris Erfolg zu haben, galt Marschner als Mann der Vergangenheit, welcher der Gegenwart nicht mehr aufgeschlossen gegenüberstand. Er starb 1861 in Hannover. Seine Grabstätte befindet sich auf dem dortigen Neustädter Friedhof. An der Georgstraße erinnert an ihn ein 1877 aufgestelltes Denkmal von dem Bildhauer Ferdinand Hartzer. Marschners Witwe Therese geborene Janda heiratete später den österreichischen Komponisten Otto Bach.
Hans Joachim Moser schreibt:

„Marschner zeigt das tragische Schicksal eines in den drei wichtigsten Bühnenwerken genialen Romantikers, der dann während der Enge des Biedermeiers sich selbst überlebte und in Liedertafelei verflachte. Er nimmt eine wichtige Stellung zwischen Weber und Wagner ein, der in seiner Frühzeit ... ihm manches verdankt. Marschner besitzt in seinen besten Augenblicken Dämonie und echte Volkstümlichkeit, gleitet aber oft in den allzu billigen italienischen Stil seiner Zeitgenossen Bellini, Mercadante und Pacini ab.“

Zu seinen Lebzeiten genoss er eine hohe Wertschätzung unter seinen Musikerkollegen, wie z. B. Felix Mendelssohn Bartholdy, Robert Schumann oder auch Richard Wagner, der bei Marschner den dramatisch geführten Sprechgesang in seinen Musiktragödien perfektionierte.
Die Titelgestalten Marschners in seinen Opern sind mit Vorliebe gespenstisch dämonische Typen, welche häufig eine gespaltene Persönlichkeit besitzen, die schließlich auch einen romantischen Helden verkörpern. Marschners bekannteste Melodie stammt aus seiner romantischen Oper Hans Heiling. Die Melodie hat ihre Bekanntheit durch Antonín Dvořák erlangt, der sie in seiner 9. Sinfonie „Aus der Neuen Welt“ verwendete.

## Werkumfang
Marschner komponierte dreizehn Opern, zwei Singspiele und sechs Schauspielmusiken sowie mehr als 420 Klavierlieder, eine Messe und über 120 Männerchöre. Außerdem schrieb er Kammermusik und Klavierwerke.

## Zitat
„Dreizehn Opern hat Heinrich Marschner komponiert. Während die meisten seiner Bühnenwerke heute unverdientermaßen vernachlässigt werden, sind Der Vampyr (1828) und vor allem Hans Heiling (1833) als Paradebeispiele frühromantischer Musikdramen bekannt.“

## Opern
- Fragment: Titus, Ernste Oper, 1817
- Der Kyffhäuserberg, Komische Oper in einem Akt, 1817 (Uraufführung: 2. Januar 1822 im Stadttheater Zittau)
- Saidar und Zulima, Romantische Oper in drei Akten, 1818 (Uraufführung: 26. November 1818 im Schauspielhaus Preßburg)
- Heinrich IV und D’Aubigné, Große Oper in drei Akten, 1819 (Uraufführung: 19. Juli 1820 im Hoftheater Dresden)
- Geplant: Das stille Volk, Zauberspiel, 1818
- Der Holzdieb, Komische Oper in einem Akt (Uraufführung: 22. Februar 1825 im Hoftheater Dresden) umgearb., als Geborgt, 1853
- Lucretia, Große ernsthafte Oper in zwei Akten (Uraufführung: 17. Januar 1827 im Stadttheater Danzig)
- Der Vampyr, Romantische Oper in zwei Akten (Uraufführung: 29. März 1828 im Stadttheater Leipzig)
- Der Templer und die Jüdin, Große romantische Oper in drei Akten (Uraufführung: 22. Dezember 1829 im Stadttheater Leipzig), nach Walter Scotts Ivanhoe
- Des Falkners Braut, Komische Oper in drei Akten (Uraufführung: 10. März 1832 im Stadttheater Leipzig)
- Hans Heiling, Romantische Oper mit einem Vorspiel und drei Akten (Libretto: Eduard Devrient, Uraufführung: 24. Mai 1833 in der Königlichen Hofoper Berlin)
- Das Schloß am Ätna, Große romantische Oper in drei Akten (Uraufführung: 29. Januar 1836 im Stadttheater Leipzig)
- Der Bäbu, Komische Oper in drei Akten (Uraufführung: 19. Februar 1838 im Königlichen Hoftheater Hannover)
- Kaiser Adolph von Nassau, Große Oper in vier Akten (Uraufführung: 5. Januar 1845 im Königlich-Sächsischen Hoftheater Dresden)
- Austin, Romantische Oper in vier Akten (Uraufführung: 25. Januar 1852 im Hoftheater Hannover)
- Sangeskönig Hiarne oder Das Tyrsingsschwert, Große romantische Oper in vier Akten mit einem Libretto von Wilhelm Grothe (Uraufführung: 13. September 1863 im Nationaltheater Frankfurt am Main)[6]

## Schauspielmusik
- Prinz Friedrich von Homburg (Heinrich von Kleist), 1821
- Schön Ella 1822
- Ali Baba (Uraufführung: 22. Juli 1823 Dresden)
- Die Wiener in Berlin
- Fridthjof’s Saga
- Der Goldschmied von Ulm 1856
- Die Hermannsschlacht (Heinrich von Kleist)

## Auszeichnungen und Ehrungen
- 1835: Dr. phil. h. c. der Universität Leipzig[7]
- 1841: Ehrenmitglied der Gesellschaft der Musikfreunde des österreichischen Kaiserstaates in Wien,
- 1845: Mitglied der Königlich Preußischen Akademie der Künste, Berlin, Sektion für Musik (auf Vorschlag Giacomo Meyerbeers)
- 1857: Ehrenbürger von Hannover,
- 1857: Ehrenmitglied der Vocal Association und des Reform Clubs, London
- 1859: Ehrenmitglied der Royal Academy of Music, London
- 1859: Generalmusikdirektor des Königs von Hannover

In einigen deutschen Städten sind Straßen nach Marschner benannt. Eine Gedenktafel am Ranstädter Steinweg in Leipzig verweist auf das Gasthaus Zur goldenen Laute, in dem Marschner 1827 bis 1828 wohnte und seine Oper Der Vampyr vollendete.